# Hans Heller
Hans Heller, né Hans Jürgen Heller le 14 septembre 1957 à Soest, Allemagne, est un acteur allemand. Il parle couramment allemand, français, anglais, italien et espagnol. Il joue dans Medicopter le rôle du pilote Jens Koster.
Il a également joué dans un épisode d'Alerte Cobra